# 东吴大学 (苏州)
東吳大學（英語：Soochow University），是一所1900年（清光緒二十六年）由美国基督教監理會創建於中國蘇州的私立大學，最早称为「東吳大學堂」，英文名為，1908年改英文名為，1911年改中文名為「東吳大學」。民国时期的東吳大學以其法学院之优秀而闻名于中国，法学界曾有“南东吴，北朝阳”之说。
1952年12月，在中國高等院校院系調整中，当时中共政府的教育政策是模仿蘇聯，最大限度地拆散民國留下的大學，改辦特色專業學門之大學院校。蘇南文化教育學院、東吳大學文理學院，及私立江南大學數理系等重組後成立蘇南師範學院，同年定名江蘇師範學院，校址设在东吴大学原址，最终发展成为了现在的苏州大学。东吴大学在上海的法学院被撤销，法律系师生转入华东政法学院，会计系併入上海财经学院。
1951年东吴大学旅台同學會在台湾开始复校，并于1954年正式成为了如今的东吴大学。東吳大學作為13所國民政府遷台前存在的基督教教會大學之一，在香港被併入崇基學院，後者於1963年，加入成為香港中文大學。

## 歷史沿革

### 淵源
東吳大學的淵源可以追溯到監理會在蘇州和上海開辦的幾所學校。1871年，美國基督教監理會（監理會於1939年與美以美會合併改名為衛理公會）在蘇州十全街設立存養書院，1879年遷至天賜莊，並改名博習書院（The Buffington Institute）。後併入上海中西書院（the Anglo-Chinese College，1882年創辦）。
東吳大學實際上是在蘇州的宮巷中西書院的基礎上發展而成的。1895年，中國在甲午戰爭中慘敗，激發了年輕人學習西方知識的熱情。1896年，蘇州監理會宮巷教堂牧師孫樂文（D.L.Anderson）為回應一群年輕的中國學者學習英語的要求，在蘇州開辦了宮巷中西書院（Kung Hang School），第一批學生有25人。到1898年11月，學生已超過100人。
1899年，監理會決定在蘇州開辦一所大學。1900年12月該校董事會在上海組成，孫樂文被選舉為新大學的首任校長。新大學取名為“東吳大學堂”，當時成立文理，醫和神學三科，辛亥革命後改稱東吳大學。1901年6月24日，在美國田納西州以名稱註冊。
1901年3月，宮巷中西書院遷入天賜莊博習書院舊址，東吳大學堂正式開學，成為美國基督教在中國建立的早期教會大學之一。開辦之初，只設中學班，學生不足百人。到1905年開始招收12名大學生。該校西學課程大體倣傚美國大學，國學則自作安排，分設有文理，醫和神學三科和附中數所（分別位於蘇州、上海和湖州）。
1904年東吳大學增設醫科。
1907年東吳大學首次授予畢業生學士學位（中國第一個文學士學位——沈伯甫）。

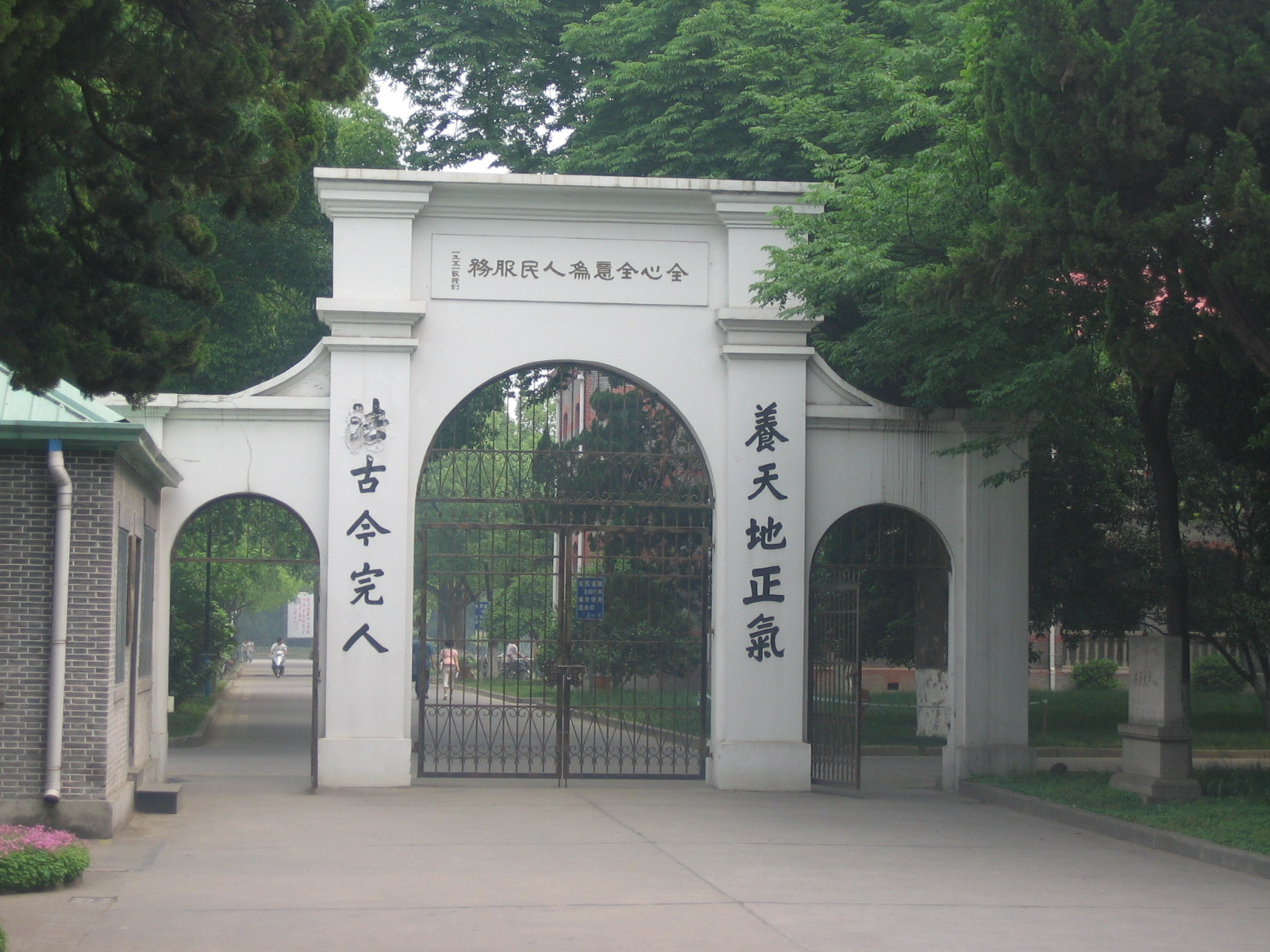
今在蘇州的东吴大学校门舊址

1908年東吳大學在美國田納西州註冊名稱改為「Soochow University」。
1909年東吳大學頒授三個醫學士學位，後未繼續（1912年醫科撤銷）。
1910年東吳大學增設神學科。
1911年3月，孫樂文去世，校董會選舉同一宗派的上海中西書院的校長葛賚恩（J.W.Cline）為東吳大學的新校長。這一任命也就使上海中西書院與東吳大學合併組成了東吳大學的文理科。當時大學生人數為50名左右。
1912年東吳大學頒授第一個神學學士學位（同年神學科撤銷）。
1915年東吳大學於上海崑山路中西書院原址設立法科。頒授第一個理學士學位。
1917年東吳大學頒授中國第一個碩士學位（徐景韓）。
1918年東吳大學頒授第一個法學士學位。
1927年文理科、法科分別更名為文理學院及法律學院。
1928年東吳大學開始招收女生。頒授第一個法學碩士學位（金蘭孫）。
1929年文理學院分為文學院及理學院。自此東吳大學設有文、理、法三個學院。文學院及理學院在蘇州，法學院在上海崑山路。
1937年法学院增设会计学系。
1937年抗日战争爆发，文理学院迁移湖州附属第三中学续课，中学部在南浔觅址开学。时隔不久，日军又在金山卫登陆。1937年11月，大、中学师生分道向杭州、泗安两地撤退。后泗安师生一部分向长沙进发，一部分回到上海租界；杭州的师生则转往安徽的黟县办学。1938年初，校长杨永清回到了上海，师生大部分进入上海租界，与圣约翰大学、沪江大学、之江大学同赁慈淑大学上课；法学院迁租借中区，假慕尔堂上课。
1941年12月，太平洋战争爆发，日军进占租界，学校被迫停办。盛振为在重庆开办东吴法学院。法学院留沪师生借南洋路爱国女子中学校舍开学，改名为“中国比较法学院”。
1942年4月，决定南迁并分批撤离。第一批撤到了福建邵武，第二批撤出的教授被围困在上海。1943年春，在岭南大学协助之下，在广东曲江第一次招生。1943年，在重庆成立东吴沪江联合法商学院，代理校长盛振为。
1944年初夏，豫湘桂会战，日军逼近曲江，1944年6月东吴大学解散。一部分教授、学生出走重庆。一部分困居上海的教授，与之江大学留沪的一部分教授联合起来，办了华东大学，分设文、理、工、商、教育五个学院。1945年8月，抗战胜利，华东大学除了工、商两学院加入之江大学外，其余大部分都进了东吴，在慕尔堂与留在上海的以及来自重庆的法学院师生会师。1945年11月中旬，校务委员会派专人设法接收在苏校舍，并于12月12日正式开学上课。东吴大学董事会决议参加“中国基督教会大学联合董事会”（United Board for Christian Colleges in China）。
1946年，法學院增設司法組。
1949年，中國共產黨政權建立，教會學校行政多改由親共教授接任，外籍教授被迫返美。

### 院系調整
1950年中华人民共和国诞生后不久，苏南地区的人民政府为发展教育事业，把当时的苏州国立社会教育学院、江苏省立教育学院以及私立无锡国学专修学校（中国文学院）合并，组建成苏南文化教育学院。
1952年12月，在中國高等院校院系調整中，当时中共政府的教育政策是模仿蘇聯，最大限度地拆散民國留下的大學，改辦特色專業學門之大學院校。蘇南文化教育學院、東吳大學文理學院，及私立江南大學數理系等重組後成立蘇南師範學院，同年定名江蘇師範學院，校址设在东吴大学原址。东吴大学在上海的法学院被撤销，法律系师生转入华东政法学院，会计系併入上海财经学院。

### 在台復校
1949年中華民國政府遷至台灣，部分教職員、校友隨居台灣。1951年東吳大學旅臺同學會推動在台灣重建東吳大學，但因為法令限制，便先在台北市漢口街借屋設立的東吳補習學校，暫以台北市漢口街為校址，當時設法政、商業會計及英文3科，另設比較法律1科，限大學肄業兩年者報考。1954年7月因辦校成效顯著，教育部核准成立為東吳大學法學院，設法律、政治、經濟、會計4系並附設外文系，成為台灣第一所私立大學校院。1958年3月遷入位於臺北近郊的外雙溪之新校址。1969年奉准恢復完全大學建制，隨後逐步增設各學系與學院，現已成為包括文學、理學、法學、商學、外語學院等5個學院22個系之綜合大學。目前東吳大學除外雙溪校區之外，尚在台北市貴陽街設有城中校區。經過幾十年的耕耘，如今東吳大學已成為台灣著名的綜合性大學，其法律系更是聞名遐邇，被認為是台灣優秀的法學院之一。東吳大學的英文名亦保留原（蘇州大學）一稱，與同源的蘇州大學常有交流。

### 在香港的法脉
东吴大学作为13所国民政府迁台前存在的基督教教会大学之一，在香港被并入崇基学院，后者于1963年，加入成为香港中文大学。

## 著名系科
- 生物化學

東吳大學在生物及化學方面的教學科研力量十分雄厚，在全國一直處於領先地位。1917年東吳大學第一次頒發碩士學位，這或許也是在中國授予的第一個化學方面的碩士學位。
- 法學

1915年9月東吳大學招收不到10名學生在上海開辦了法學院，而當時教法學的教師則有10多人。1918年7人畢業獲得法學士學位。法學院對入學的要求很嚴格，一般學生在進入法學院以前都要先完成至少3年的文學士學位課程。法學生每週要上15小時的法學課，還要參加實習法庭。1920年法學院的9位畢業生中有4名赴美國一流大學攻讀博士學位。

## 舊址

### 本部（苏州）

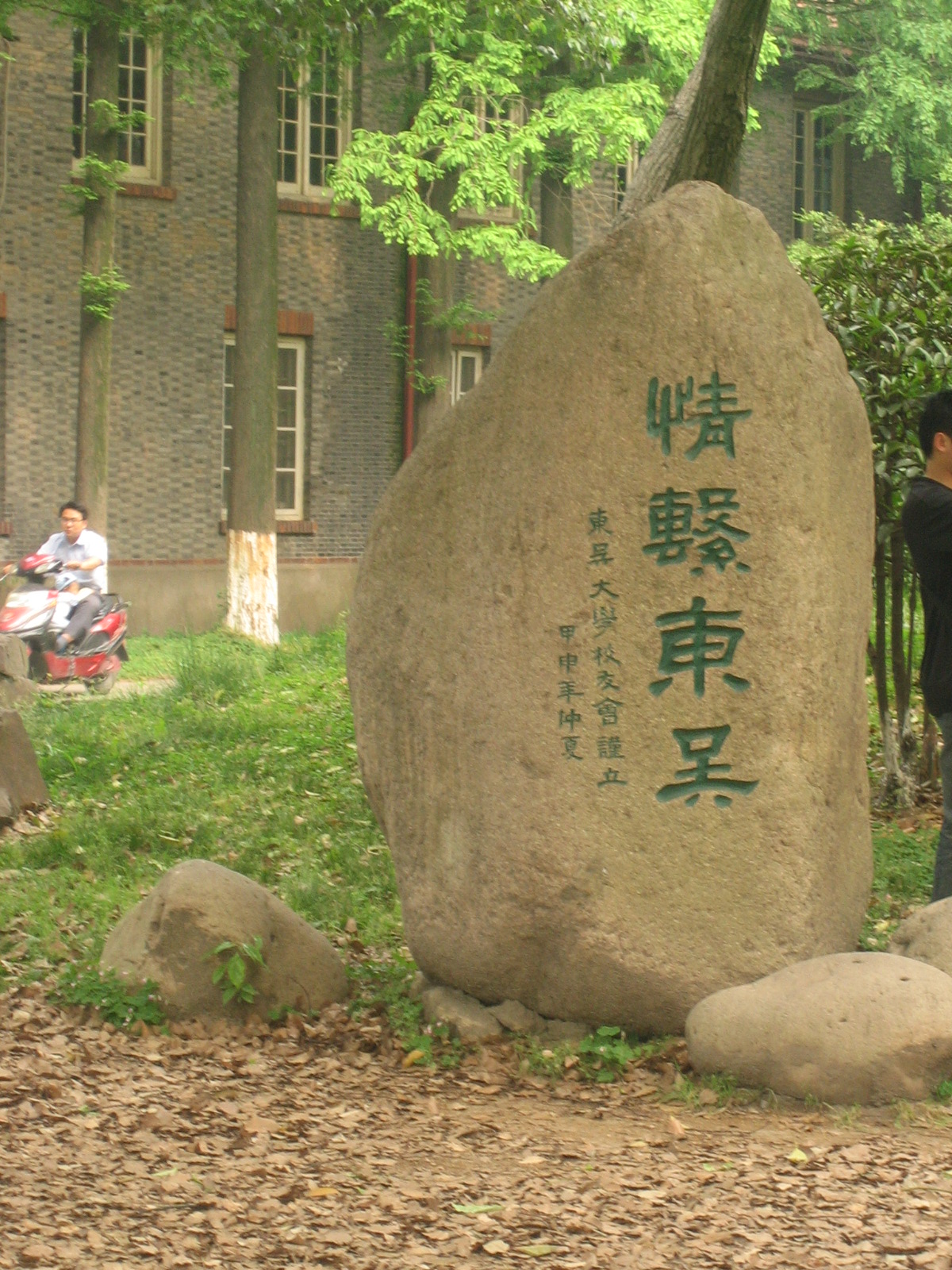
今天位於蘇州大學校園內的情繫東吳碑。

東吳大學舊址位於今天蘇州大學本部的南半部分，佔地面積約6萬平方米，建築總面積2.1萬平方米。正校門北向，總平面略呈縱長方形，中央為草坪和操場，主要建築分佈在草坪和操場的北、西、東三面。其中有清光緒二十七年秋開工，二十九年春落成，位於全校中心的鐘樓「林堂」（Allen Hall，紀念林樂知）；宣統元年秋開工，三年落成的圖書館「孫堂」（Anderson Hall，為紀念首任校長孫樂文博士）；1924年秋建成的科學館「葛堂」（為紀念第二任校長葛賚恩博士）；1934年建成的以李维格名字命名的學生宿舍「維格堂」；1935年建成的以曹子實名字命名的學生宿舍「子實堂」；1936年建成的健身房。這些建築各具風格，或作歐洲古典式，或仿中世紀城堡式，或效美國教堂式，既多樣又統一，至今仍然保持原貌。此外北部有一排六座與校門平行的小樓，造型美觀，有的為美國西部住宅式樣，陸續建成於光緒三十三年至1919年，當時供高級教職員居住。西面還有一幢五層樓，為1936年建成的女生宿舍。東吳大學舊址東側是古城牆遺址，東臨葑門內城河，校內樹木蔥蘢，綠蔭紅瓦相映，環境幽美清新。2002年10月列为江苏省文物保护单位，2013年，列为第七批全国重点文物保护单位。

### 法学院（上海）
1882年，林乐知在上海创办中西书院，中西书院的正式校址建在虹口（今昆山路景灵堂对面，景灵堂原名景林堂，意为“景仰林乐知之堂”）
1900年，监理会决定合并苏州博习书院（Buffington Institute）、宫巷中西书院（Kung Hang School，1896年）和上海中西书院，扩建为东吴大学，上海「中西书院」并入东吴大学后，原有校舍改为东吴大学的第二附属中学。
1892年「中西女塾」（後来的中西女中）在慕尔堂（今西藏路沐恩堂）西侧开学，学生多来自上海的富有家庭。
1914年，東吳大學校長葛賚恩 （John W.Cline） 委派在東吳大學講授政治學的美國律師蘭金 （C.W.Rankin） 到上海崑山路東吳大學第二附中主持校務。
1915年9月3日蘭金主持創辦的東吳大學法科正式開學。
1922年，葛贲恩辞去东吴大学校长职务，前往上海，担任监理会司库，兼东吴大学第二中学校长。
1926年，東吳大學法學院正式開設碩士班。
1927年改為東吳大學法律學院（下設法律學系、會計學系）。
1935年改為東吳大學法學院。
1952年12月，在中國高等院校院系調整中，当时中共政府的教育政策是模仿蘇聯，最大限度地拆散民國留下的大學，改辦特色專業學門之大學院校。東吳大學被裁撤，法律系併入華東政法學院，後歸入上海社會科學院，會計系和崑山路院址併入上海財政經濟學院（今上海財經大學），學籍檔案歸屬在原東吳大學校址辦學的江蘇師範學院（今蘇州大學）。

## 歷任校長（院長）
東吳大學堂
- 孫樂文[5]（David L. Anderson）（1901-1911）

東吳大學
- 葛賚恩（John W. Cline）（1911-1922）
- 文乃史（Walter B. Nance）（1922-1927）
- 楊永清（1927-1952）

## 知名校友（1900－1952年）
- 費孝通，社會學家、人類學家、民族學家，醫學預科1928級
- 楊　絳(1911-2016)，文學家、翻譯家，錢鍾書的妻子，政治學系1928級
- 蔣緯國 - （1916 - 1997）上將、歷任三軍大學校長、聯勤總司令、國家安全會議祕書長、戰爭學院創辦人、總統府資政，物理學系1931級。
- 程金冠 - （1912 - 2005）著名短跑運動員，曾代表中國參加1936年柏林奧運會。
- 倪征𣋉 - （1906 - 2003）遠東國際軍事法庭中國檢察官、上海東吳大學教授兼法律系主任、東吳大學校長、國際法院法官、國際法研究院院士。
- 李浩培 - （1906－1997）中国当代国际法学家。国际法研究院院士。
- 馬寅初，經濟學家、教育學家、人口學家，中西書院1898級
- 謝東閔 - （1908 - 2001）前中华民国副總統、實踐大學創辦人。
- 談家楨 - （1909 - 2008）著名遺傳學家，「中國遺傳學泰斗」。國際編號3542號小行星以其名字命名。
- 楊鐵樑 - （1929 - ）前香港最高法院首席大法官、香港紅十字會主席、中文大學法律學院（页面存档备份，存于）執行委員會主席，前香港大學校董會主席、首席按察司、行政會議非官守成員、外匯基金主席。
- 周宏濤 - （1916 - 2004）前行政院主計處主計長、財政部次長、國民黨副秘書長。
- 趙樸初 - （1907 - 2000）中國社會運動家、宗教領袖、詩人、書法家、中國佛教協會會長、第六至八屆全國政協副主席。
- 端木愷 - （1903 - 1987）安徽大學法學院院長、行政院參事、行政院會計長、國策顧問、在台復校最力校友，有「再創辦人」之稱。
- 高文彬 - （1920 - 2020）遠東國際軍事法庭檢察官向哲浚的英語翻譯、秘書，找出百人斬殺人競賽的證據。
- 查良鏞（金庸） - （1924 -2018 ）武俠小說作家、香港新聞、文藝界創辦人及評論家。（上海東吳法學院）
- 楊兆龍，前中華民國最高法院檢察署檢察總長、前東吳大學法學院院長，法律學系1923級
- 孫起孟，中國民主建國會（中华人民共和国八個參政黨之一）第五屆中央委員會主席，政治學系1927級
- 楊鐵樑，前英屬香港首席大法官，曾競選香港特行政區第一屆行政長官，法律學系1946級
- 吳於廑，歷史學家，中國世界史學科奠基人，國立武漢大學哈佛三劍客之一，歷史學系1935級
- 吳維翹，唐紹儀妻子。

遠東国际軍事法庭上，負責審理28名甲級日本戰犯的《東京大审判》，開庭計817次，以6票对5票的微弱優勢，將28名甲級戰犯繩之以法，法庭上中方人員泰半出身東吳大學法學院，包括：向哲浚（检察官）、倪征燠（首席顾问）、桂裕、鄂森（检察官顧問）、裘邵恒（首任检察官秘書）、高文彬（翻譯、检察官秘書）、方福樞、楊壽林（法官秘書）、劉继盛、鄭鲁達（翻譯）。

## 校訓
- 英文：「Unto a Full-grown Man」
- 中文：「養天地正氣，法古今完人」

## 外部連結
- 東吳大學概況及聖約翰堂略記
- 東吳大學 林堂（Allen Hall）
- 東吳大學 孫堂（Anderson Hall）
- 蘇州大學（页面存档备份，存于）
- 台灣東吳大學
- 蘇州市以及蘇州大學校園的照片[永久]
- 台灣東吳大學校園的照片[永久]

31°18′16″N 120°38′13″E / 31.30439°N 120.63706°E